# 中部ドイツ新聞

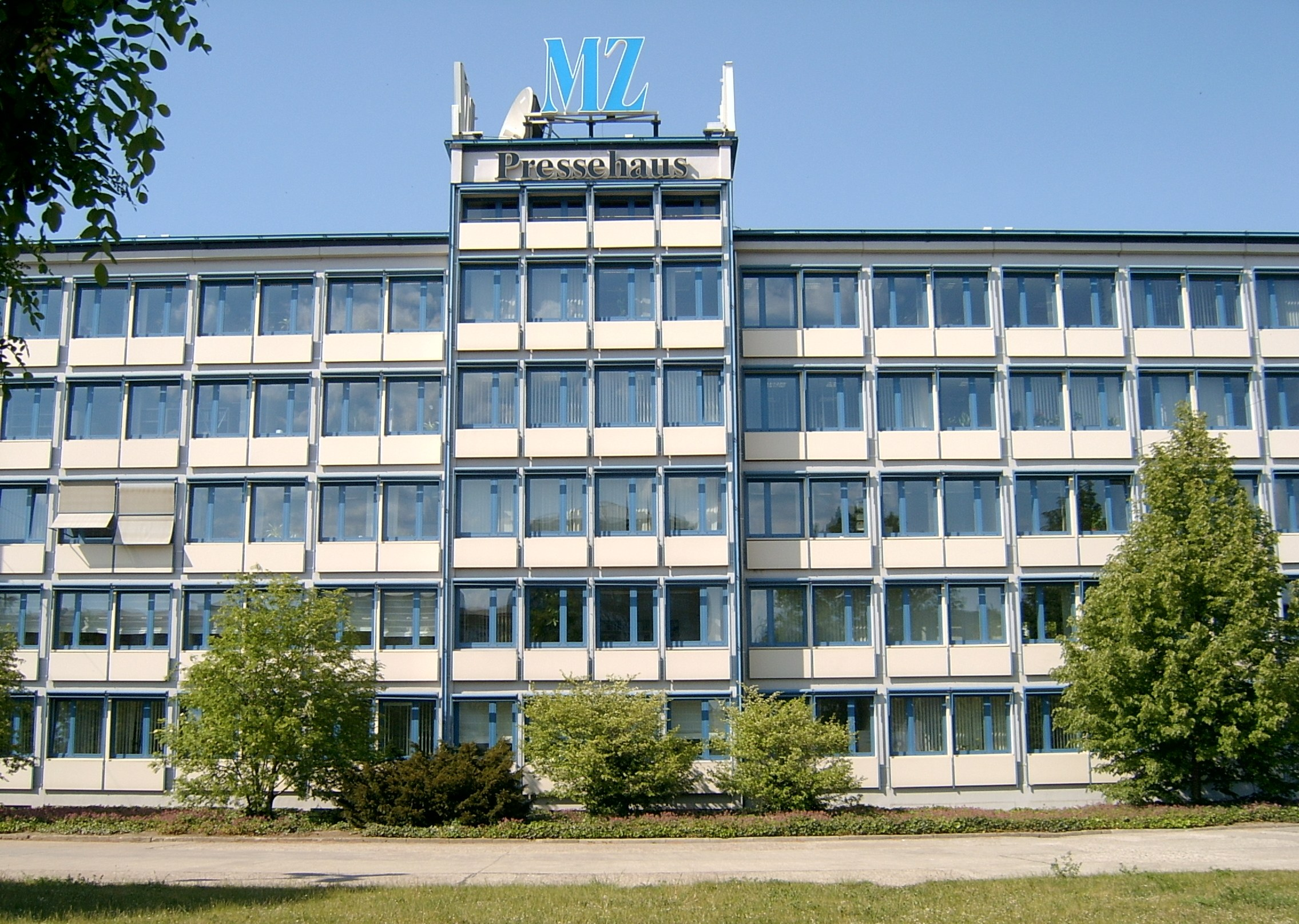
中部ドイツ新聞本社

中部ドイツ新聞（ちゅうぶドイツしんぶん、ドイツ語: Mitteldeutsche Zeitung）は、ドイツ・ザクセン＝アンハルト州南部の日刊・地方紙である。ケルン・ボン地区で最大のケルン市アンツァイガー紙も発行するM.デュモント・シャウベルク社(M. DuMont Schauberg)がハレ市で発行している。
中部ドイツ新聞の前身は、1946年発刊のドイツ社会主義統一党のフライハイト紙（自由紙）である。東西ドイツ統一の1990年に中部ドイツ新聞（Mitteldeutsche Zeitung）を発刊した。発行部数は
456,000（1992年）、332,000（2001年）、294,694（2006年）、208,721（2011年第二四半期）と推移してきた。

## 参照項目
- ドイツのマスコミ